# Méricourt-en-Vimeu
Méricourt-en-Vimeu – miejscowość i gmina we Francji, w regionie Hauts-de-France, w departamencie Somma.
Według danych na rok 1990 gminę zamieszkiwało 101 osób, a gęstość zaludnienia wynosiła 31 osób/km² (wśród 2293 gmin Pikardii Méricourt-en-Vimeu plasuje się na 896. miejscu pod względem liczby ludności, natomiast pod względem powierzchni na miejscu 1036.).